# Wilmer Font
Wilmer Font Gómez,(nacido en La Guaira, Distrito Federal, Venezuela, el 24 de mayo de 1990). es un relevista, beisbolista en la Liga Venezolana de Béisbol Profesional para los Leones del Caracas y de la organización Toronto Blue Jays. Ha jugado en las Grandes Ligas de Béisbol (MLB) para los Texas Rangers.

## Carrera profesional

### 2007
Font comenzó su carrera profesional en 2007, jugando para los AZL Rangers. Ese año, se fue de 2 ganados y 3 perdidos, con una efectividad de 4.53 en 14 partidos (10 como titular), ponchando a 61 bateadores en 45 2/3 entradas.

### 2008
En 2008, nuevamente lanzó para los AZL Rangers, de 1 ganado y 0 perdidos, con una efectividad de 10.38 en tres aperturas, ponchó a seis bateadores en 4 1/3 entradas (ese año se permitió sólo un hit y una base por bolas, pero él golpeó a tres bateadores).

### 2009
Font se fue de 8 ganados y 3 perdidos con una efectividad de 3.49 en 29 partidos (24 como titular), ponchó a 105 bateadores en 108 1/3 entradas para los Crawdads Hickory.

### 2010
Se transfiere  entre el 2010 a Crawdads Blaze Bakersfield, yendo 5-3 con una efectividad de 4.35 en 16 aperturas, ponchando a 85 bateadores en 78 2/3 entradas.

### 2013
Font hizo su debut en las Grandes Ligas de Béisbol (MLB) el 18 de septiembre de 2012, e hizo tres principales partidos de liga ese año se fue de 0 ganados y 0 perdidos con una efectividad de 9.00, ponchó a 1 bateador en 2 entradas.  Él fue enviado a la Triple-A Round Rock expreso el 19 de marzo de 2013. Se retiró el 11 de julio,  y volvió a Round rock el 18 de julio.  Fuentes fue designado para asignación el 2 de octubre de 2014.
El 23 de octubre de 2013, Font hace su primera aparición con la organización Leones del Caracas, en la temporada se fue de 1 ganado y 0 perdidos con una efectividad de 2.08 en 18 juegos, ponchó a 14 bateadores en 17 1/3 entradas, permitió 12 hit, 5 carreras, de las cuales 4 fueron limpias, 0 jonrón y 14 base por bolas.

### 2015
Font firmó con los Rojos de Cincinnati en la temporada baja, y fue puesto en libertad el 31 de marzo de 2015, por una lesión en el codo.
El 10 de octubre de 2015, Font vuelve a aparecer con los Leones del Caracas, hasta el 21 de octubre de 2015, se fue de 0 ganado y 0 perdidos con una efectividad de 8.10 en 3 juegos, ponchó a 2 bateadores en 3 1/3 entradas, permitió 3 hit, 3 carreras, 0 jonrón y 1 base por bolas.

### 2016
Luego firmó con los campeones de Ottawa de la Asociación Canadiense de América del béisbol profesional. en la temporada 2016, se fue de 2 ganados y 2 perdidos, con una efectividad de 3.13 en 10 partidos (9 como titular), ponchando a 61 bateadores en 60 1/3 entradas, permitiendo 57 hit, 28 carreras de las cuales 21 fueron limpias, 2 jonrones, 13 bases por bolas.
El 4 de julio de 2016, el contrato de Font con la Champions Ottawa fue comprado por la organización Toronto Blue Jays.
El 8 de julio de 2016 con Buffalo Bisons, se fue de  1 ganado y 2 perdidos con una efectividad de 4.19 en 4 juegos, 3 como titular, ponchó a 8 bateadores en 19 1/3 entradas, permitió 20 hit, 20 carreras, 1 jonrón y 5 base por bolas. Estuvo en Triple A, hasta el 24 de julio de 2016 fue bajado a Doble A.
El 28 de julio de 2016 en Doble A con New Hampshire Fisher Cats, se fue de  3 ganado y 2 perdidos con una efectividad de 3.47 en 8 juegos, ponchó a 47 bateadores en 46 2/3 entradas, permitió 41 hit, 19 carreras, de las cuales 18 fueron limpias, 8 jonrón y 7 base por bolas. Estadísticas en Doble A, hasta el 4 de septiembre de 2016.